# Szahin Badaghi
Szahin Idimohammad Badaghimofrad (pers. شاهین بداغی; ur. 3 listopada 2001) – irański, a od 2025 roku katarski zapaśnik walczący w stylu klasycznym. 
Brązowy medalista mistrzostw Azji w 2025; piąty w 2022. Trzeci na MŚ juniorów w 2019 i drugi na MŚ kadetów w 2018 roku. 